# Puras (Valladolid)
Puras ist ein Ort und eine spanische Gemeinde mit 45 Einwohnern (Stand: 2024) in der Provinz Valladolid der Region Kastilien-León.

## Lage
Der Ort Puras liegt in der Iberischen Meseta ca. 56 km (Fahrtstrecke) südlich von Valladolid bzw. knapp 35 km südöstlich von Medina del Campo in einer Höhe von ca. 805 m ü. d. M. Das Klima im Winter ist kalt aber nur selten frostig, im Sommer dagegen warm bis heiß; der spärliche Regen (ca. 400 mm/Jahr) fällt verteilt übers ganze Jahr.

## Bevölkerungsentwicklung
| Jahr      | 1857 | 1900 | 1950 | 2000 | 2014 |
| Einwohner | -    | 176  | 140  | 60   | 54   |

Der kontinuierliche Bevölkerungsrückgang im 20. Jahrhundert ist im Wesentlichen auf die Mechanisierung der Landwirtschaft und den damit einhergehenden Verlust an Arbeitsplätzen zurückzuführen.

## Wirtschaft
Die Einwohner lebten jahrhundertelang hauptsächlich als Selbstversorger von der Landwirtschaft, zu der auch ein wenig Viehzucht (Schafe, Ziegen, Hühner) und in geringem Umfang auch der Weinbau gehörte. Erwirtschaftete Überschüsse konnten wegen der großen Entfernung zu den Städten kaum verkauft werden.

## Geschichte
In der Nachbargemeinde Almenara de Adaja wurde ein römisches Landgut (villa rustica) entdeckt und freigelegt. Im 8. Jahrhundert wurde das Gebiet von den Mauren erobert. Im 10. Jahrhundert eroberten vereinigte leonesisch-kastilische Heere unter der Führung des kastilischen Grafen Fernán González die entvölkerten Flächen südlich des Duero, doch machte der maurische Heerführer Almansor Ende des 10. Jahrhunderts die Erfolge wieder zunichte. Nach der endgültigen Rückeroberung (reconquista) durch Alfons VI. im ausgehenden 11. Jahrhundert wurde das nahezu menschenleere Gebiet neu besiedelt; der Ort Puras gehörte zum Königreich León. Nach vorangegangenen Versuchen vereinigte sich León im Jahr 1230 endgültig mit dem Königreich Kastilien. Seine Blütezeit erlebte der Ort im ausgehenden Mittelalter und in der frühen Neuzeit.

## Sehenswürdigkeiten

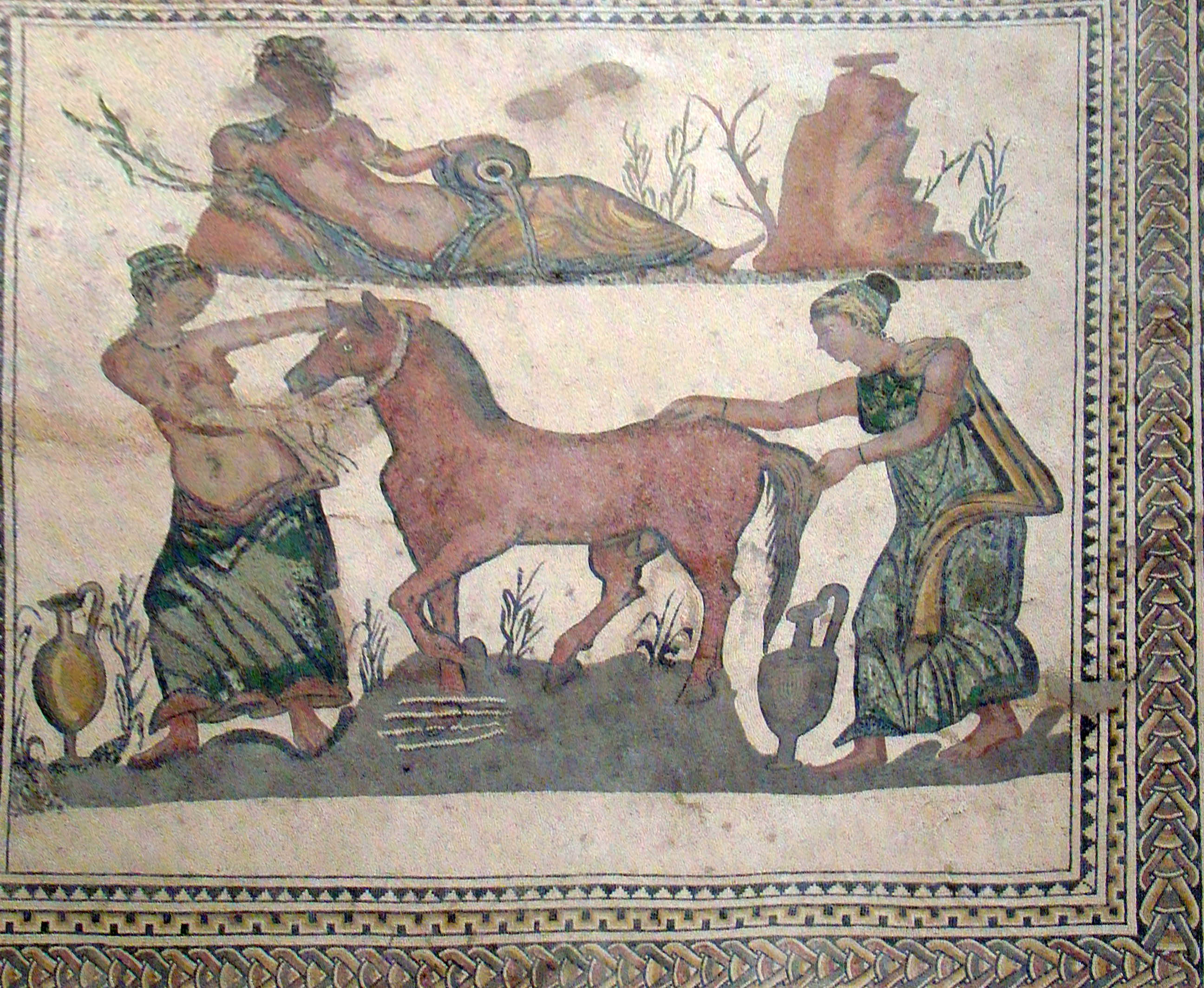
Pegasus(?)-Mosaik

- Die größtenteils aus Ziegelsteinen erbaute Iglesia de Nuestra Señora de la Asunción ist der Himmelfahrt Mariens geweiht. Der einschiffige Bau wurde im 16. Jahrhundert errichtet und beeindruckt durch seinen Glockenturm im Stil der Renaissance. Auf der Südseite der Kirche befindet sich ein Portikus (portico oder galería). Das Innere der Kirche beherbergt mehrere barocke Schnitzaltäre und zwei Figuren des hl. Rochus (San Roque) und des hl. Isidor (San Isidro), die in den 1990er Jahren gestohlen wurden, aber wenige Jahre später in Lissabon wieder auftauchten.
- Auf einem Sockelunterbau vor dem Portikus steht ein Steinkreuz.
- Ca. 200 m südlich der Kirche befindet sich eine – wahrscheinlich schon in antiker Zeit genutzte – Quelle, deren Wasser in eine Rinne fließt, die als Viehtränke oder zum Waschen der Wäsche diente.

Umgebung
- Die Ausgrabungsstätte des römischen Landguts (villa rustica) mit angeschlossenem Museum befindet sich nahe der Grenze zur nördlich gelegenen Gemeinde Almenara de Adaja.